# Luís Antonio Cajazeira Ramos
Luís Antonio Cajazeira Ramos (Salvador, em 12 de agosto de 1956), é advogado, professor, servidor público e poeta. Ocupa a cadeira nº 35 da Academia de Letras da Bahia, tendo como patrono Manoel Vitorino Pereira.

## Biografia
Luís Antonio Cajazeira Ramos nasceu em Salvador, Bahia, Brasil, em 12 de agosto de 1956, filho do comerciante Pedro Ferreira Ramos Filho e da professora primária e gestora escolar Mary Dias Cajazeira Ramos. Foi alfabetizado na extinta Banca Olavo Bilac, da professora Dona Inha (1962). Fez o curso primário na extinta Escola Estadual Antônio Muniz (1963-1967), o ginasial no Colégio Militar de Salvador (1968-1971) e o colegial na Escola Preparatória de Cadetes do Exército, em Campinas, São Paulo, em regime de internato (1972-1974). De volta a Salvador, cursou engenharia elétrica (1975-1978) e agronomia (1981-1983) na Universidade Federal da Bahia (UFBA), abandonando ambos os cursos no penúltimo semestre curricular de cada um deles. Formou-se em educação física (1986-1988) e direito (1991-1995) pela Universidade Católica de Salvador (UCSAL). Transitou também pelos cursos de matemática (primeiro semestre de 1979) e de medicina (os dois semestres de 1989), ambos na UFBA. Foi professor de matemática no Curso Águia, preparatório para o antigo exame vestibular (1975-1976). Foi professor da graduação na Faculdade de Educação Física da UCSAL (1989-1993). Foi técnico da Secretaria da Receita Federal (1990-1992). É analista do Banco Central do Brasil (a partir de 1992). Foi diretor nacional do sindicato dos funcionários do Banco Central (1999 a 2004). Está inscrito na Ordem dos Advogados do Brasil desde 1996, mas exerce a advocacia apenas esporadicamente. É sócio do Instituto Geográfico e Histórico da Bahia (a partir de 1998). É sócio fundador da Associação Amigos do Teatro Castro Alves, criada em 2012. É membro titular da Academia de Letras da Bahia desde 2012.
Não fez poesia na infância e na adolescência. Seu primeiro poema data de dezembro de 1979, aos 23 anos. Nos três anos seguintes, escreveu poesia e prosa poética, culminando com a publicação artesanal de seu primeiro livro, Tudo muito pouco, em 1983. Com material para mais dois ou três livros, queimou tudo em meados de 1984 (inclusive os exemplares que ainda possuía do livro publicado) e abandonou a poesia. Após mais de uma década em que não fez sequer uma dúzia de poemas, voltou a escrever em junho de 1995, aos 38 anos, passando também a frequentar o meio literário soteropolitano. Em 1996, registrou o selo Edições Papel em Branco e lançou o livro Fiat breu, cuja repercussão ampliou suas relações para fora da Bahia. Em 1998, com os originais do livro Como se, recebeu a menção honrosa do Prêmio Cruz e Sousa, da Fundação Catarinense de Cultura. O livro foi aprovado para edição pelo conselho editorial da Fundação Cultural do Estado da Bahia, sendo publicado em 1999 pelo selo editorial estatal Letras da Bahia. No ano 2000, com os originais do livro Temporal temporal, ganhou o Prêmio Gregório de Matos, da Academia de Letras da Bahia, sendo o livro publicado em 2002 pela editora Relume Dumará, do Rio de Janeiro. Em 2007, publicou a antologia Mais que sempre pela editora 7Letras, do Rio de Janeiro, com poemas inéditos e uma seleta dos livros anteriores. Em 2016, publicou o livro Poesia reunida com seu próprio selo, Edições Papel em Branco. O livro reúne não somente sua obra poética, como também a fortuna crítica (prefácios dos livros, resenhas e outros textos sobre sua obra, publicados em livros, revistas e jornais. Sua poesia também pode ser encontrada em diversas antologias publicadas no Brasil, em Portugal e na França, bem como em revistas literárias e sítios eletrônicos.

## Prêmios
- Com os originais do livro "Temporal temporal", Recebeu o Prêmio Gregório de Mattos, através da Academia de Letras da Bahia, em 2000;

## Acadêmico
Membro da Academia de Letras da Bahia, ocupa a cadeira nº 35, tendo sido eleito em 21 de maio de 2012, tomando posse em 2 de agosto de 2012, em cerimônia realizada no salão nobre da ALB, sendo saudado pelo poeta, historiador e professor Fernando da Rocha Peres.